# كالفين سميث
كالفين سميث (بالإنجليزية: Calvin Smith)‏ هو عداء سريع أمريكي، ولد في 8 يناير 1961 في بولتون في الولايات المتحدة.

## وصلات خارجية
- كالفين سميث على موقع الاتحاد الدولي لألعاب القوى (الإنجليزية)
- كالفين سميث على موقع الاتحاد الأمريكي لسباقات المضمار والميدان (الإنجليزية)
- كالفين سميث على موقع الاتحاد الأمريكي لسباقات المضمار والميدان (الإنجليزية)
- كالفين سميث على موقع الاتحاد الأمريكي لسباقات المضمار والميدان، قاعة المشاهير (الإنجليزية)
- كالفين سميث على موقع أوليمبيديا (الإنجليزية)